# Стронк, Георгий Адамович
Гео́ргий Ада́мович Стро́нк (1910—2005) — художник-живописец, график, Заслуженный деятель искусств Карело-Финской ССР (1947), Народный художник Карельской АССР (1970), лауреат Государственной премии Карельской АССР (1981), Почётный гражданин Петрозаводска (1996).

## Биография

### Ранние годы
После смерти матери семья Стронков переехала в Витебск, где их застала начавшаяся в 1914 году Первая мировая война. В Витебске прошли детские годы будущего художника.
После падения монархии в России и двух революций Георгий перебрался на Украину, в город Николаев. Там работал на судостроительном заводе «Андре Марти» рабочим-медником, выполняя ремонт гидравлических трубок на подводных лодках. В те годы увлёкся рисованием.
Тогда же и началось систематическое занятие искусством — юношу направили на учёбу в местный художественный техникум. Его Георгий окончил через полтора года в 1932 году.

### Институт
В 1932 году Георгий Стронк поступил в Ленинградский институт живописи, скульптуры и архитектуры (ЛИНЖАС). Учился в мастерской И. И. Бродского. Именно его Георгий Стронк впоследствии называл своим главным наставником в области живописи. Обучение в институте длилось шесть лет. Во время каникул он принимал участие в фольклорных и этнографических экспедициях по Карелии (в 1937 году). С тех пор Стронк много работал по заданиям Карельского научно-исследовательского института культуры.
В 1938 году Стронк успешно защитил дипломную картину «Пушкин после дуэли». Картина нашла своё место в Святогорском монастыре — месте вечного упокоения А. С. Пушкина Георгий Адамович Стронк (недоступная ссылка).
Во время учёбы в институте Георгий Адамович познакомился с художником Павлом Филоновым.

### В Карелии
По окончании учёбы художник получил приглашение на работу от Карельского научно-исследовательского института культуры и в 1939 году переехал в Петрозаводск.
В 1940 году Стронк стал первым председателем Союза художников Карело-Финской ССР. Союз состоял преимущественно из самодеятельных живописцев и графиков. Благодаря Стронку и офортисту 3. Е. Львовичу, переехавшему в Петрозаводск из Москвы, профессиональное карельское изобразительное искусство, представленное до того лишь работами живописцев В. Н. Попова, А. И. Кацеблина и народного резчика Ю. О. Раутанена, начало решать большие творческие проблемы.
В 1941 году, в первые месяцы войны, художник работал на оборонительных объектах и участвовал в эвакуации фондов института культуры и Петрозаводского университета в Сыктывкар.
В 1949 году в Карело-Финской ССР широко отмечалось столетие со дня издания Элиасом Лённротом полной версии эпоса «Калевала». В Петрозаводске состоялась юбилейная научная сессия, в которой приняли участие известные ученые и фольклористы. Республиканским книжным издательством по инициативе О. В. Куусинена был объявлен всесоюзный конкурс на создание иллюстраций к «Калевале» — началась работа над созданием новых иллюстраций эпоса (первое иллюстрированное издание было выпущено в 1933 году). Георгий Стронк начал работу над иллюстрациями к эпосу и принял участие в конкурсе. Вместе с В. И. Курдовым и Н. А. Родионовой он оформил книгу «Kalevalan runoutta» («Поэзия Калевалы», Петрозаводск, 1949 г.). На конкурсе Георгий Стронк получил вторую премию. Третью премию разделили Осмо Бородкин (посмертно) и Мюд Мечев, первую же не присудили никому.
Иллюстрировал книгу «Kalevala» (Петрозаводск, 1956 г.)
В 1960—1970-е годы создал графические серии «Герои Калевалы». К 150-летию первого издания «Калевалы» выполнил новый цикл иллюстраций к эпосу.
В 1940—1953 и 1982—1985 годах — председатель правления Союза художников Карелии.
Георгий Адамович скончался 6 декабря 2005 года.

## Выставки
Участник выставок: городских в Петрозаводске, республиканских (с 1939), художников Карелии в Москве (1951, 1959, 1980) и Ленинграде (1972, 1980), региональных «Советский Север» (1964—1984), «Российский Север» (Киров, 1998; Вологда, 2003), художников автономных республик России в Москве (1971, 1989), всероссийских (с 1960), всесоюзных (с 1946), зарубежных в ГДР (1972, 1977), Финляндии (1950, 1966, 1972, 1976), Швеции (1971, 1976).
Персональные выставки (Петрозаводск, 1951, 1995, 2003; Москва, 1986).
Работы Георгия Стронка хранятся в Музее изобразительных искусств Республики Карелия, Национальном музее Республики Карелия, Государственном музее-заповеднике «Кижи».

## Сочинения
- «У самого Белого моря» (1963)
- «По Карелии» (1979).

## Награды
- Орден Дружбы (2 февраля 2004 года) — за многолетнюю плодотворную деятельность в области культуры и искусства[4].
- Орден Трудового Красного Знамени (22 сентября 1959 года) — за выдающиеся заслуги в развитии карельского искусства и литературы и в связи с декадой искусства и литературы Карельской АССР в гор. Москве[5].
- Медаль «За трудовое отличие» (29 октября 1951 года) — за заслуги в развитии карело-финского советского искусства и в связи с неделей Карело-Финской музыки и танца в гор. Москве[6].
- Народный художник Карельской АССР (1970).
- Заслуженный деятель искусств Карело-Финской ССР (1947).
- Государственная премия Карельской АССР (1981).
- Почётный гражданин Петрозаводска (1996).